# Simple Things
Simple Things – pierwszy album studyjny zespołu Zero 7 wydany 23 kwietnia 2001.

## Lista utworów
1. I Have Seen
2. Polaris
3. Destiny
4. Give It Away
5. Simple Things
6. Red Dust
7. Distractions
8. In the Waiting Line
9. Out of Town
10. This World
11. Likufanele
12. End Theme

## Muzycy
- Henry Binns
- Sam Hardaker
- Sia Furler
- Sophie Barker
- Mozez